# Ханна та її сестри
«Ханна та її сестри» (англ. Hannah and Her Sisters) — американська комедія-драма, яка починається та закінчується сімейною вечерею на День подяки і розповідає про переплетені історії стосунків великої родини протягом двох років. Сценарист і режисер фільму — Вуді Аллен, він також грає роль Міккі. Міа Ферроу в ролі Ханни, Майкл Кейн в ролі її чоловіка, а Барбара Херші та Даян Віст в ролях її сестер.
До акторского ансамблю фільму також входять Керрі Фішер, Морін О'Салліван, Ллойд Нолан (помер за чотири з половиною місяці до виходу фільму), Макс фон Сіддов та Джулі Кавнер. Деніел Стерн, Річард Дженкінс, Фред Меламед, Льюїс Блек, Джоанна Глісон, Джон Туртурро та Джулія Луїс-Дрейфус виконують другорядні ролі, тоді як Тоні Робертс і Сем Уотерстон безоплатно знімаються в епізодичних ролях. Кілька дітей Мії Ферроу, включаючи Сон-Йі Превін (вийшла заміж за Аллена у 1997 році), грали у натовпі масовки у сценах на День подяки і були, як зазначені, так і не зазначені в титрах.
Ханна та її сестри довгий час були найбільшим касовим успіхом Аллена (без коригування на інфляцію), зібравши 40 мільйонів доларів США. Фільм отримав премію Оскар за найкращий оригінальний сценарій, найкращу чоловічу роль другого плану та найкращу жіночу роль другого плану. Його часто вважають одним з найбільших творів Аллена, й критики продовжують хвалити його написання та акторський склад.

## Сюжет
Історія розповідається трьома основними лініями, більшість подій відбувається протягом 24-місячного періоду, який починається і закінчується на вечірках Дня подяки, які влаштовують Ханна та її чоловік Елліот у своєму помешканні. Ханна служить основним центром оповіді; більшість подій фільму пов'язані з нею.
Елліот захоплюється однією з сестер Ханни, Лі, й згодом починає з нею роман. Свою поведінку Елліот пояснює своїм невдоволенням самодостатністю дружини та обуренням її емоційною силою. Лі прожила п'ять років із самотнім художником Фредеріком, який є набагато старшим за неї. Вона вважає, що її стосунки з Фредеріком більше не стимулюють її ані інтелектуально, ані сексуально, незважаючи на (або, можливо, через) зацікавленість Фредеріка продовжувати її навчати. Вона залишає Фредеріка, зізнавшись, що має з кимось роман. Протягом решти року між першим і другим зборами Дня подяки Елліот і Лі продовжують свій роман, незважаючи на нездатність Елліота розірвати шлюб з Ханною. Лі нарешті закінчує роман під час другого Дня подяки, пояснюючи, що вона втомилася чекати, коли він зробить це, і що вона почала зустрічатися з кимось іншим.
Колишній чоловік Ханни, Міккі, телевізійний сценарист, присутній переважно у сценах поза основним сюжетом. Спогади свідчать, що його шлюб з Ханною розпався після того, як вони не змогли мати дітей через його безпліддя. Однак до розлучення у них були близнюки, які біологічно були не від нього. Він також пішов на жахливе побачення з сестрою Ханни Холлі, коли вони відновилися після розлучення. Іпохондрик, він звертається до лікаря зі скаргами на втрату слуху, й лякається можливості того, що це може бути пухлина мозку. Коли тести доводять, що він абсолютно здоровий, він спочатку радіє, але потім впадає у відчай, що його життя позбавлене сенсу. Його екзистенціальна криза призводить до незадовільних експериментів з наверненням до католіцизму та інтересом до Свідомості Крішни. Зрештою, спроба самогубства змушує його знайти сенс у своєму житті після несподіваного перегляду «Качиного супу» братів Маркс у кінотеатрі. Одкровення про те, що життям слід насолоджуватися, а не розуміти його, допомагає підготувати його до другого побачення з Холлі, яка цього разу переростає в кохання.
Історія Холлі є третьою сюжетною лінією фільму. Колишня кокаїнова наркоманка, невдала актриса, яка не може влаштувати кар'єру. Позичивши гроші у Ханни, вона починає бізнес з обслуговування бенкетів разом з Ейпріл, подругою та колегою актрисою. Холлі та Ейпріл виявляються суперницями на прослуховуваннях ролей у бродвейських мюзиклах, а також змагаються за прихильність архітектора Девіда. Холлі відмовляється від бізнесу з обслуговування бенкетів після невдалого роману з Девідом й вирішує спробувати свої сили у письменництві. Зміна кар'єри змушує її знову позичити гроші у Ханни, залежністю від якої Холлі обурена. Вона пише сценарій, натхненний Ханною та Елліотом, що сильно засмучує Ханну. Передбачається, що більша частина сценарію включала особисті подробиці шлюбу Ханни та Елліота, які були передані Холлі через Лі (спочатку передані від Елліота). Хоча це загрожує викриттям роману між Елліотом і Лі, незабаром Елліот відмовляється розкривати будь-які такі подробиці. Холлі скасовує свій сценарій, а замість цього пише історію, натхненну її власним життям, яку Міккі читає і захоплюється, пообіцявши допомогти їй створити її і привести до другого побачення.
Незначний сюжет у фільмі розповідає частину історії Норми та Евана. Вони батьки Ханни та її двох сестер, і досі мають власну акторську кар'єру. Їхній бурхливий шлюб крутиться навколо алкоголізму й, нібито, романами Норми, але довгостроковий зв'язок між ними проявляється у кокетливих анекдотах Евана про Норму під час гри на фортепіано на зборах на День подяки.
На момент третього Дня подяки у фільмі Лі вийшла заміж за когось, з ким познайомилася під час уроків у Колумбійському університеті, тоді як Ханна та Елліот зберегли свій шлюб. Останній кадр фільму показує, що Холлі одружена з Міккі й що вона вагітна.

## Вплив
Частина структури та фону фільму запозичена у фільмах «Фанні та Олександр» Інгмара Бергмана. В обох фільмах велика театральна родина збирається на святкування трьох послідовних років (День подяки у фільмі Аллена, Різдво у Бергмана). Перший з кожного збору — це час задоволення, другий — у часи неприємностей, третій — показує, що відбувається після вирішення проблем. Раптова поява відбиття Міккі за Холлі у заключній сцені також паралельно появі за привидом Олександра Єпископа. Додаткові паралелі можна знайти у фільмі Лукіно Вісконті «Рокко та його брати» 1960 року, який, окрім зв'язку з назвою, також використовує структурний пристрій розділення розділів плівки для сюжетних ліній різних братів і сестер.

## Актори
| - Вуді Аллен у ролі Міккі - Майкл Кейн у ролі Елліота - Міа Ферроу у ролі Ханни - Керрі Фішер у ролі Ейпріл - Барбара Герші у ролі Лі - Ллойд Нолан у ролі Евана - Морін О'Салліван у ролі Норми - Деніел Штерн у ролі Дасті | - Макс фон Сюдов у ролі Фредеріка - Даян Віст у ролі Холлі - Льюїс Блек у ролі Пола - Джулія Луї-Дрейфус у ролі Мері - Джулія Кавнер у ролі Гейл - Джей Ті Волш у ролі Еда Сміта - Джон Туртурро у ролі письменника - Річард Дженкінс у ролі доктора Вілкерса |

## Виробництво
Фільм спочатку був про чоловіка, який закохався в сестру своєї дружини. Тоді Вуді Аллен перечитав роман «Анна Кареніна», і я подумав, що цікаво, як цей хлопець перетворює різні історії, переходячи від однієї історії до іншої. Мені сподобалася ідея експериментувати з цим".
Його особливо заінтригував персонаж Ніколаса Левіна, «який, здається, не може знайти сенсу життя, він страшенно боїться померти. Це вразило дуже глибоко. Я думав, що буде цікаво розповісти одну історію про стосунки між трьома сестрами та одну історію про когось іншого та його одержимість смертністю»
Аллен визнає, що роль Ханни базувалася на тому, що Ферроу був «романтизованим сприйняттям Мії». Вона дуже стабільна, у неї зараз вісім дітей, і вона здатна вести свою кар'єру та мати хороші стосунки з сестрою та її матір'ю. Я дуже вражений цими якостями, і я подумав, що якби у неї були дві нестабільні сестри, це було б цікаво".
Аллен каже, що його також надихнула назва. "Я думав, що хотів би зняти фільм "Ханна та її сестри ", — сказав він, сказавши, що це спонукало його подарувати Ханні двох сестер. Йому було цікаво розповісти про стосунки між сестрами, які, на його думку, були складнішими, ніж між братами. «Можливо, це походить з дитинства; у моєї матері було сім сестер, а їхні діти були жінками, тому я знав лише тіток та двоюрідних сестер».
Пізніше Міа Ферроу написала, що Аллен тривалий час цікавився темою сестер. Його попередні зірки Джанет Марголін і Даян Кітон мали по дві сестри, а у Ферроу-три. Вона каже, що Аллен дав їй ранній примірник «Ханни та її сестер», й сказав, що вона може грати будь-яку сестру, яку вона забажає, але «він відчував, що я маю бути Ханною, найбільш складною та загадковою з сестер … чий спокій та внутрішню силу він уподібнював» до якості Аль Пачіно, спроектованого в "Хрещеному батьку ".
Ферроу писала: «Це був перший раз, коли я критикувал один із його сценаріїв. Мені персонажі здавалися поблажливими й розпусними у передбачуваних формах. Сценарій був багатослівним, але нічого не говорив». Вона стверджує, що «Вуді не погодився й спробував перейти на „альтернативну ідею“, але попереднє виробництво вже тривало, й ми мали продовжувати».

Пізніше вона пояснила:
Саме приголомшена, холодна реакція моєї матері на сценарій дозволила мені побачити, як він сприйняв багато особистих обставин і тем нашого життя, і, здавалося, спотворив їх у карикатурні характеристики. Водночас він був моїм партнером. Я любив його. Я міг би довірити йому своє життя. І він був письменником: письменники цим займаються. Все зерно для млина. Родичі завжди бурчали. Він забрав звичайні речі нашого життя і підніс їх у мистецтво. Ми були вшановані і обурені.
Ферроу зізнавалася «маленькому хворобливому почуттю … глибоко в мені», яким «я ні з ким не ділилася» був мій страх, що «Ханна та її сестри» відкрито й чітко висловили свої почуття до моєї сестри. Але це була вигадка, я сказал собі. . . Тому я викинула ці думки з голови"

## Випуск

### Каса
«Ханна та її сестри» відкрилися 7 лютого 1986 року у 54 театрах, де вони зібрали 1 265 826 доларів (23 441 долар за екран) у перші вихідні, коли вперше фільм Аллена дебютував у кінотеатрах інших міст, окрім Нью-Йорка. Коли 14 березня він розширився до 761 кінотеатру, він зібрав поважних 2 707 966 доларів (3 809 доларів за екран). Він продовжив збирати в США 40 084 041 доларів (включаючи повторний випуск наступного року), і залишається одним з найбільш касових фільмів Вуді Аллена. З урахуванням інфляції вона відстає від Енні Холл (1977) і Манхеттена (1979), а також, можливо, також однієї чи двох своїх ранніх комедій. Опівніч у Парижі (2011) також перевершила свої каси.
Фільм показали поза конкурсом на Каннському кінофестивалі 1986 року.

### Критичний прийом
На основі Rotten Tomatoes фільм має рейтинг схвалення 91 % на основі 57 відгуків із середнім рейтингом 8,50/10. Консенсус критиків сайту звучить так: «Розумна, ніжна та смішна в рівній мірі, Ханна та її сестри — один із найкращих фільмів Вуді Аллена». На Metacritic фільм має середньозважену оцінку 90 із 100 на основі 12 критиків, що свідчить про «загальне визнання». Фільм отримав сім Оскар номінацій, включаючи кращий фільм. Аллен отримав дві номінації на премію Оскар, одну вигравши за найкращий сценарій, оригінал, і він заробив номінацію на найкращого режисера. Його робота над фільмом також була відзначена двома преміями BAFTA.
Критики Сіскель та Еберт оцінили цей фільм у трійку кращих фільмового року 1986 року ; Огляд фільму Роджера Еберта 1986 року назвав його «найкращим фільмом, який коли-небудь знімав Вуді Аллен». Вінсент Кенбі з The New York Times дав фільму надзвичайно сприятливий відгук, навіть заявивши, що він «встановлює нові стандарти для пана Аллена, а також для всіх американських кінематографістів».
Опитування 100 кінокритиків назвало «Ханна та її сестри» найкращим фільмом року після того, як воно потрапило до 71 окремої десятки списків.
Американський інститут кіно (AFI) висунув фільм у списки списках 100 найкращих американських фільмів, 100 найсмішніших фільмів та 100 найкращих історій кохання у 1997 році. У 2005 році Гільдія письменників Америки назвала сценарій Аллена 95-м найкращим сценарієм фільму.
У жовтні 2013 року фільм був визнаний читачами The Guardian четвертим найкращим фільмом режисера Вуді Аллена.
У 2014 році журнал «Калум Марш» з журналу «Слент» назвав «Ханну та її сестри» найкращим фільмом Аллена, похваливши її акторський склад та «щільний, п'янкий сценарій» Аллена за «врівноваження протиріччя між бажаннями та почуттями». Він також був внесений до списку найкращих творів Аллена у спільній статті кінокритиків The Daily Telegraph Роббі Колліна та Тіма Робі, які порівняли її структуру з творами Антона Чехова і оцінили її як «мабуть, найдосконалішу косу комедії та драми в Росії». популярний американський фільм. Це відчуття, як дивовижне солодке місце між усіма різними режимами і тонами його режисера — кусається, не будучи жорстоким, глибоким, не здаючись священним, тепло гуманним, не руйнуючись у ". Він опинився на третьому місці серед фільмів Аллена в опитуванні співаків Time Out 2016 року, а редактор Джошуа Роткопф виділив персонажа Холлі як «такого відчайдушного, виснажливого манхеттенця, з якого майбутні сценаристи викрутять всю кар'єру».

### Премії та нагороди
Майкл Кейн і Даян Віст отримали премії «Оскар» за найкращу чоловічу роль другого плану та найкращу жіночу роль другого плану за образи Елліота та Холлі відповідно. «Ханна та її сестри» був останнім фільмом, який переміг в обох категоріях акторської ролі до «Бійця» у 2011 році. Фільм також був номінований за найкращу роботу художника-постановника та найкращий монтаж.
Аллен отримав у 1986 році нагороду за найкращу режисуру від Національної ради огляду кінофільмів США, Діана Віст — найкращу жіночу роль другого плану, а фільм був номінований на найкращий фільм.
У Франції фільм був номінований на премію «Сезар» як найкращий іноземний фільм.
Премії Оскар
| Рік  | Категорія                       | Одержувачі та номінанти                                     | Результат |
| ---- | ------------------------------- | ----------------------------------------------------------- | --------- |
| 1987 | Найкраща картина                | Роберт Грінхат                                              | Номінація |
| 1987 | Найкращий режисер               | Вуді Аллен                                                  | Номінація |
| 1987 | Найкращий оригінальний сценарій | Вуді Аллен                                                  | Перемога  |
| 1987 | Найкращий актор другого плану   | Майкл Кейн                                                  | Перемога  |
| 1987 | Найкраща актриса другого плану  | Даян Віст                                                   | Перемога  |
| 1987 | Найкращий художній напрямок     | Стюарт Вуртзель (Stuart Wurtzel), Керол Йоффе (Carol Joffe) | Номінація |
| 1987 | Найкращий монтаж фільму         | Сьюзан Е. Морс (Susan E. Morse)                             | Номінація |

Премії BAFTA
| Рік  | Категорія                       | Одержувачі та номінанти         | Результат |
| ---- | ------------------------------- | ------------------------------- | --------- |
| 1987 | Премія BAFTA за найкращий фільм | Роберт Грінхат, Вуді Аллен      | Номінація |
| 1987 | Найкращий режисер               | Вуді Аллен                      | Перемога  |
| 1987 | Найкращий оригінальний сценарій | Вуді Аллен                      | Перемога  |
| 1987 | Найкращий актор                 | Вуді Аллен                      | Номінація |
| 1987 | Найкращий актор                 | Майкл Кейн                      | Номінація |
| 1987 | Найкраща актриса                | Міа Ферроу                      | Номінація |
| 1987 | Найкраща актриса другого плану  | Барбара Герші                   | Номінація |
| 1987 | Найкращий монтаж фільму         | Сьюзан Е. Морс (Susan E. Morse) | Номінація |

Премія «Золотий глобус»
| Рік  | Категорія                           | Номінанти      | Результат |
| ---- | ----------------------------------- | -------------- | --------- |
| 1987 | Найкращий фільм — комедія чи мюзикл | Роберт Грінхат | Перемога  |
| 1987 | Найкращий режисер                   | Вуді Аллен     | Номінація |
| 1987 | Найкращий сценарій                  | Вуді Аллен     | Номінація |
| 1987 | Актор другого плану                 | Майкл Кейн     | Номінація |
| 1987 | Актриса другого плану               | Даян Віст      | Номінація |

Премія Гільдії режисерів
| Рік  | Категорія                 | Одержувачі | Результат |
| ---- | ------------------------- | ---------- | --------- |
| 1987 | Режисура — художній фільм | Вуді Аллен | Номінація |

Премія Гільдії письменників
| Рік  | Категорія                       | Одержувачі | Результат |
| ---- | ------------------------------- | ---------- | --------- |
| 1987 | Найкращий оригінальний сценарій | Вуді Аллен | Перемога  |

Гурток кінокритиків Нью -Йорка
| Рік      | Категорія                      | Номінанти  | Результат |
| -------- | ------------------------------ | ---------- | --------- |
| 1987 рік | Найкращий фільм                | Вуді Аллен | Перемога  |
| 1987 рік | Найкращий режисер              | Вуді Аллен | Перемога  |
| 1987 рік | Найкращий сценарій             | Вуді Аллен | Номінація |
| 1987 рік | Найкраща актриса другого плану | Даян Віст  | Перемога  |

Національне товариство кінокритиків
| Рік      | Категорія                      | Одержувачі та номінанти | Результат |
| -------- | ------------------------------ | ----------------------- | --------- |
| 1987 рік | Найкращий фільм                | Вуді Аллен              | Номінація |
| 1987 рік | Найкращий сценарій             | Вуді Аллен              | Номінація |
| 1987 рік | Найкраща актриса другого плану | Барбара Герші           | Номінація |
| 1987 рік | Найкраща актриса другого плану | Даян Віст               | Перемога  |

## Спадщина
У 1986 році журнал Mad висміював фільм як «Хна та її хворі», написаний Дебі Овіц за твором Морта Друкера.
У 2016 році Олівія Вайлд виступила режисером читки «Ханни та її сестер» у маленькому та багатолюдному театрі ' TimesCenter. У ролях: Олівія Вайлд у ролі Ханни, Роуз Бірн у ролі Лі, Ума Турман у ролі Холлі, Майкл Шин в ролі Елліотта, Боббі Каннавейл у ролі Міккі та Салман Рушді у ролі Фредеріка з Маєю Рудольф, Джейсоном Судейкісом та Джастіном Лонгом

## Саундтрек
| - Sola, perduta abbandonata — Segment from the opera «Manon Lescaut» by Giacomo Puccini — Orchestra del Teatro Regio di Torino — Conductor Angelo Campori - You Made Me Love You — by Joseph McCarthy and James V. Monaco — Performed by Harry James - I've Heard That Song Before — by Sammy Cahn and Jule Styne — Performed by Harry James - Bewitched — by Richard Rodgers and Lorenz Hart — Performed by Lloyd Nolan and Maureen O'Sullivan - Just You, Just Me — by Raymond Klages and Jesse Greer — Performed by Dick Hyman - Where Or When — by Richard Rodgers and Lorenz Hart - Concerto For Two Violins and Orchestra — by Johann Sebastian Bach — The Sofia Soloists Chamber Orchestra — Conducted by Vasil Kazandzhiev - Back to the Apple — by Frank Foster and Count Basie — Performed by Count Basie and His Orchestra | - The Trot — by Benny Carter — Performed by Count Basie and His Orchestra - I Remember You — by Johnny Mercer & Victor Schertzinger — Performed by Dave Brubeck - Madama Butterfly — by Giacomo Puccini — Performed by Orchestra e Coro del Teatro dell'Opera di Roma — Conducted by John Barbirolli - Concerto For Harpsichord In F minor — by Johann Sebastian Bach — Performed by Gustav Leonhardt - You Are Too Beautiful — by Lorenz Hart and Richard Rodgers — Performed by Derek Smith - If I Had You — by Jimmy Campbell, Reginald Connelly, and Ted Shapiro — Performed by Roy Eldridge - I'm in Love Again — by Cole Porter — Performed by Bobby Short - I'm Old Fashioned — by Jerome Kern and Johnny Mercer — Sung by Dianne Wiest — Piano: Bernie Leighton | - The Way You Look Tonight — by Jerome Kern and Dorothy Fields — Sung by Carrie Fisher — Piano: Bernie Leighton - It Could Happen to You — by Johnny Burke and Jimmy Van Heusen — Performed by Dick Hyman - Polkadots and Moonbeams — by Johnny Burke and Jimmy Van Heusen — Performed by Dick Hyman - Avalon — Written by Vincent Rose, Al Jolson, and Buddy G. DeSylva — Performed by Dick Hyman - Isn't It Romantic — by Richard Rodgers and Lorenz Hart — Performed by Derek Smith - Slip Into the Crowd — by Michael Bramon — Performed by Michael Bramon and The 39 Steps - Freedonia's Going To War — from Duck Soup (1933) — Music by Harry Ruby — Performed by Groucho Marx, Chico Marx, Zeppo Marx, and Harpo Marx with chorus |